# فهرست شهرستان‌های استان سمنان

## شهرستان‌ها
- شهرستان آرادان
- شهرستان دامغان
- شهرستان سرخه
- شهرستان سمنان
- شهرستان شاهرود
- شهرستان گرمسار
- شهرستان مهدیشهر
- شهرستان میامی

## بخش‌ها
فهرست بخش‌های استان سمنان برپایهٔ سرشماری سال ۱۳۹۵ خورشیدی:
| ردیف | نام بخش      | شهرستان | مرکز بخش | تعداد شهرها | جمعیت (۱۳۹۵) | تعداد خانوار | رتبه در شهرستان |
| ---- | ------------ | ------- | -------- | ----------- | ------------ | ------------ | --------------- |
| ۱    | بخش مرکزی    | سمنان   | سمنان    | ۱           | ۱۹۶٬۵۲۱      | ۵۲٬۰۱۱       | ۱               |
| ۲    | بخش مرکزی    | شاهرود  | شاهرود   | ۲           | ۱۶۶٬۹۶۳      | ۵۲٬۶۹۴       | ۱               |
| ۳    | بخش مرکزی    | دامغان  | دامغان   | ۳           | ۸۱٬۸۹۴       | ۲۶٬۱۷۴       | ۱               |
| ۴    | بخش مرکزی    | گرمسار  | گرمسار   | ۱           | ۶۰٬۲۵۸       | ۱۹٬۷۶۸       | ۱               |
| ۵    | بخش بسطام    | شاهرود  | بسطام    | ۳           | ۴۴٬۰۵۲       | ۱۴٬۲۹۵       | ۲               |
| ۶    | بخش مرکزی    | مهدیشهر | مهدیشهر  | ۲           | ۳۰٬۷۸۱       | ۹٬۵۳۱        | ۱               |
| ۷    | بخش مرکزی    | میامی   | میامی    | ۱           | ۱۹٬۵۰۰       | ۶٬۴۴۶        | ۱               |
| ۸    | بخش کالپوش   | میامی   | رضوان    | ۱           | ۱۹٬۲۱۸       | ۶٬۰۳۵        | ۲               |
| ۹    | بخش ایوانکی  | گرمسار  | ایوانکی  | ۱           | ۱۷٬۱۶۳       | ۵٬۸۱۷        | ۲               |
| ۱۰   | بخش شهمیرزاد | مهدیشهر | شهمیرزاد | ۱           | ۱۶٬۶۹۴       | ۵٬۶۹۵        | ۲               |
| ۱۱   | بخش مرکزی    | سرخه    | سرخه     | ۱           | ۱۵٬۵۲۳       | ۵٬۳۳۰        | ۱               |
| ۱۲   | بخش امیرآباد | دامغان  | امیریه   | ۱           | ۱۲٬۲۹۶       | ۴٬۱۲۲        | ۲               |
| ۱۳   | بخش مرکزی    | آرادان  | آرادان   | ۱           | ۱۱٬۰۶۰       | ۳٬۸۳۸        | ۱               |
| ۱۴   | بخش هفدر     | سرخه    | مومن‌آباد | ۰           | ۹٬۰۷۴        |              | ۲               |
| ۱۵   | بخش بیارجمند | شاهرود  | بیارجمند | ۱           | ۷٬۶۱۳        | ۲٬۷۳۴        | ۳               |
| ۱۶   | بخش کهن‌آباد  | آرادان  | کهن‌آباد  | ۱           | ۲٬۸۲۴        | ۱٬۰۸۱        | ۲               |